# Tolleshunt D'Arcy
Tolleshunt D'Arcy is een civil parish in het bestuurlijke gebied Maldon, in het Engelse graafschap Essex. De plaats telt 1042 inwoners.